# Oswald (roi d'Est-Anglie)
Pour les articles homonymes, voir Oswald.
Oswald est roi d'Est-Anglie dans les années 870.
Son règne prend place après la mort du roi Edmond le Martyr lors de l'invasion du royaume par les Vikings de la Grande Armée, en 869. Il n'est connu que par ses frappes monétaires. Il pourrait avoir régné en même temps qu'Æthelred II, lui aussi uniquement connu par ses pièces.